# Irish Singles Chart
Irish Singles Chart (irsky Cairt Singil na hÉireann) je standard, podle kterého se v irském hudebním průmyslu hodnotí žebříček popularity oficiálně vydaných hudebních singlů. Poprvé byl tento žebříček zveřejněn 1. října 1962. V současnosti se u tohoto žebříčku využívá britská metodologie průzkumu trhu, která pod názvem Chart-Track vznikla v roce 1996. Singly jsou irskou asociací hudebního průmyslu (IRMA) hodnoceny na týdenní bázi. Umístění v žebříčku je založeno na počtu prodaných nosičů. Čísla z prodeje jsou sestavena z každý den elektronicky nasnímaných maloobchodních dat, která jsou propojena v systémech jejich elektronických pokladen. Žebříčky jejich obchodních výsledků poskytují všichni hlavní a více než čtyřicet nezávislí hudební prodejci, čímž je dosaženo více než 80% pokrytí hudebního trhu. Výsledky prodeje, Irish Singles Chart, jsou pravidelně zveřejňovány v pátek večer. Logicky tedy jde o uzávěrky prodeje od pátku rána předchozího týdne do posledního čtvrtečního večera.